# Dolichoneura nigrinotata
Dolichoneura nigrinotata là một loài bướm đêm trong họ Geometridae.